# Vòng cung đối xứng bên trên

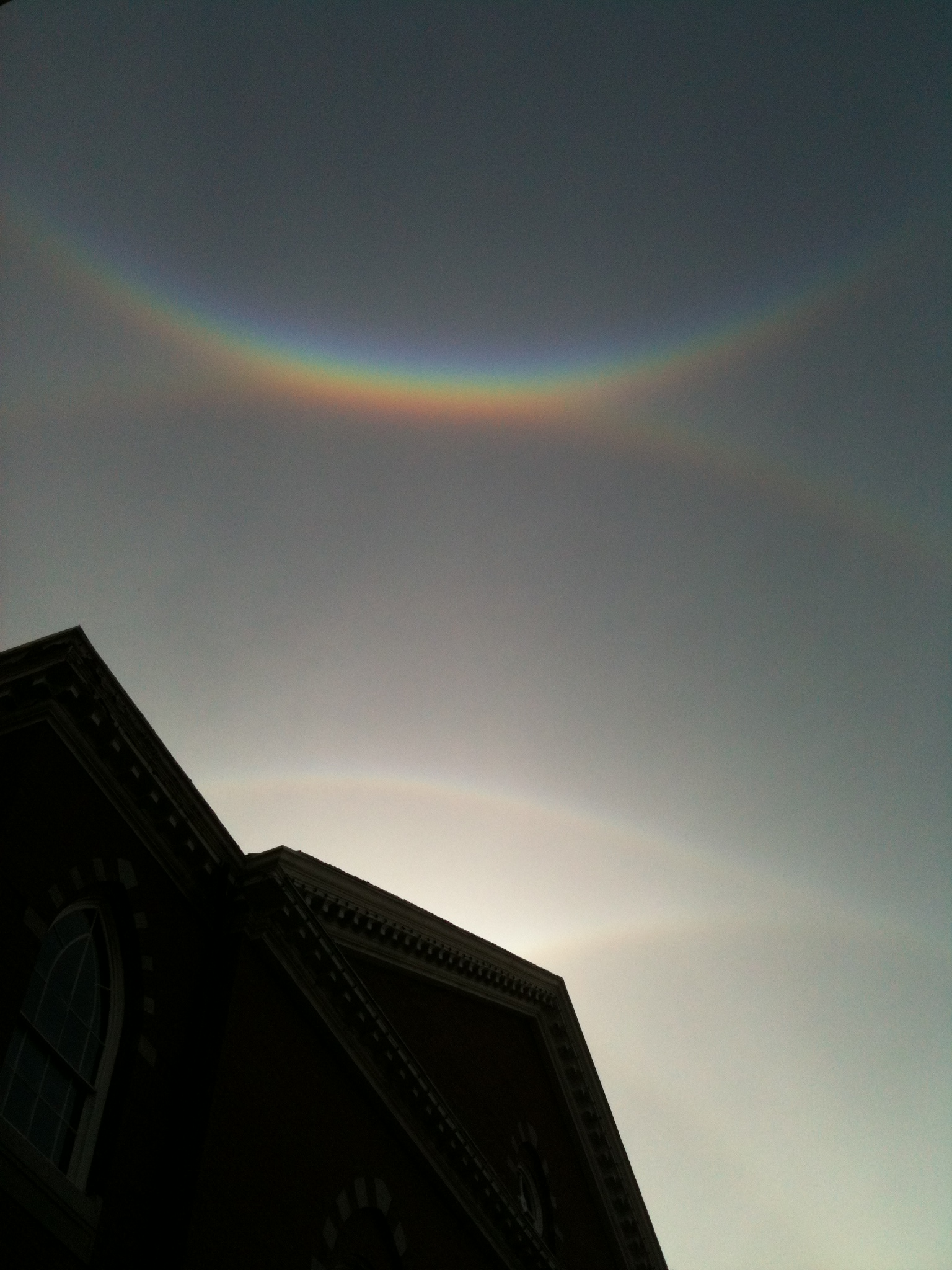
Vòng cung tròn thiên đỉnh, vòng cung đối xứng bên trên, vòng cung Parry và vòng cung tiếp tuyến trên tại Salem, Massachusetts, ngày 27 tháng 10 năm 2012

Vòng cung đối xứng bên trên (tiếng Anh: supralateral arc) hay vòng cung siêu đối xứng là một hiện tượng tương đối hiếm trong các loại hào quang, ở dạng hoàn chỉnh của nó xuất hiện dưới dạng một dải cầu vồng lớn, mờ nhạt trong một vòng cung rộng phía trên Mặt Trời và bao tròn quanh nó, ở khoảng cách gấp đôi hào quang 22°. Tuy nhiên, trong thực tế, vòng cung đối xứng bên trên không tạo thành một vòng tròn đầy đủ và không bao giờ chạm tới dưới Mặt Trời. Khi có mặt, vòng cung đối xứng bên trên chạm vào vòng cung tròn thiên đỉnh từ bên dưới (phổ biến hơn nhiều). Như tất cả các hào quang có màu sắc, vòng cung đối xứng bên trên có màu đỏ ở phía gần Mặt Trời và màu xanh ở phía xa Mặt Trời.

## Sự hình thành
Vòng cung đối xứng bên trên hình thành khi ánh sáng Mặt Trời chiếu vào các tinh thể băng lục giác hình que theo chiều ngang thông qua một mặt lục giác và thoát ra qua một trong các cạnh của lăng kính. Hiện tượng này xảy ra khoảng một lần mỗi năm.

## Sự nhầm lẫn với hào quang 46°
Do hình dạng tròn rõ rệt và vị trí gần như giống hệt nhau trên bầu trời, vòng cung đối xứng bên trên thường bị nhầm với hào quang 46°, là loại quầng tạo thành một vòng tròn hoàn chỉnh bao quanh Mặt Trời ở khoảng cách gần như nhau, nhưng hiếm hơn và mờ hơn nhiều. Rất khó để phân biệt hai loại hiện tượng này, đòi hỏi phải có sự kết hợp của một số thiết bị chính xác để xác định đúng.
Trái ngược với hào quang 46° tĩnh, hình dạng của vòng cung đối xứng bên trên thay đổi theo cao độ của Mặt Trời. Trước khi Mặt Trời đạt 15°, các đáy của vòng cung đối xứng bên trên chạm vào các cạnh bên của hào quang 46° (theo phương nằm ngang). Khi Mặt Trời lên đến 15-27°, vòng cung đối xứng bên trên gần như che phủ nửa trên của hào quang 46°, đó là lý do tại sao nhiều báo cáo quan sát về hào quang 46° rất có thể là những quan sát về vòng cung đối xứng bên trên. Khi Mặt Trời đi từ 27-32°, đỉnh của vòng cung đối xứng bên trên chạm vào vòng cung tròn thiên đỉnh nằm giữa thiên đỉnh (cũng như hào quang 46° khi Mặt Trời nằm trong khoảng từ 15°-27°). Ngoài ra, vòng cung đối xứng bên trên luôn nằm phía trên vòng mặt trời ảo (vòng cung nằm bên dưới nó là vòng cung bên dưới hay vòng cung tiếp tuyến bên dưới), và không bao giờ là một vòng tròn hoàn hảo.
Có thể cho rằng cách tốt nhất để phân biệt hào quang thường với vòng cung là nghiên cứu kỹ sự khác biệt về màu sắc và độ sáng. Hào quang 46° mờ hơn gấp sáu lần so với hào quang 22° và thường có màu trắng với mép trong màu đỏ. Ngược lại, vòng cung đối xứng bên trên thậm chí có thể bị nhầm lẫn với cầu vồng với các dải màu xanh lam và xanh lục rõ ràng.

## Hình ảnh

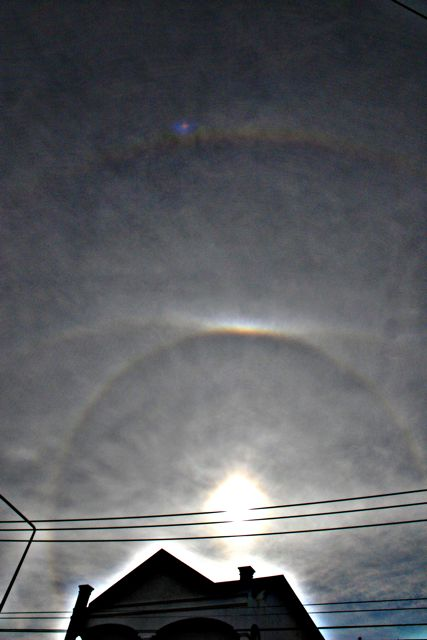
Quầng sáng Mặt Trời, vòng cung tiếp tuyến trên, vòng cung bên trên tại Khonkaen, Thái Lan, ngày 20 tháng 6 năm 2009
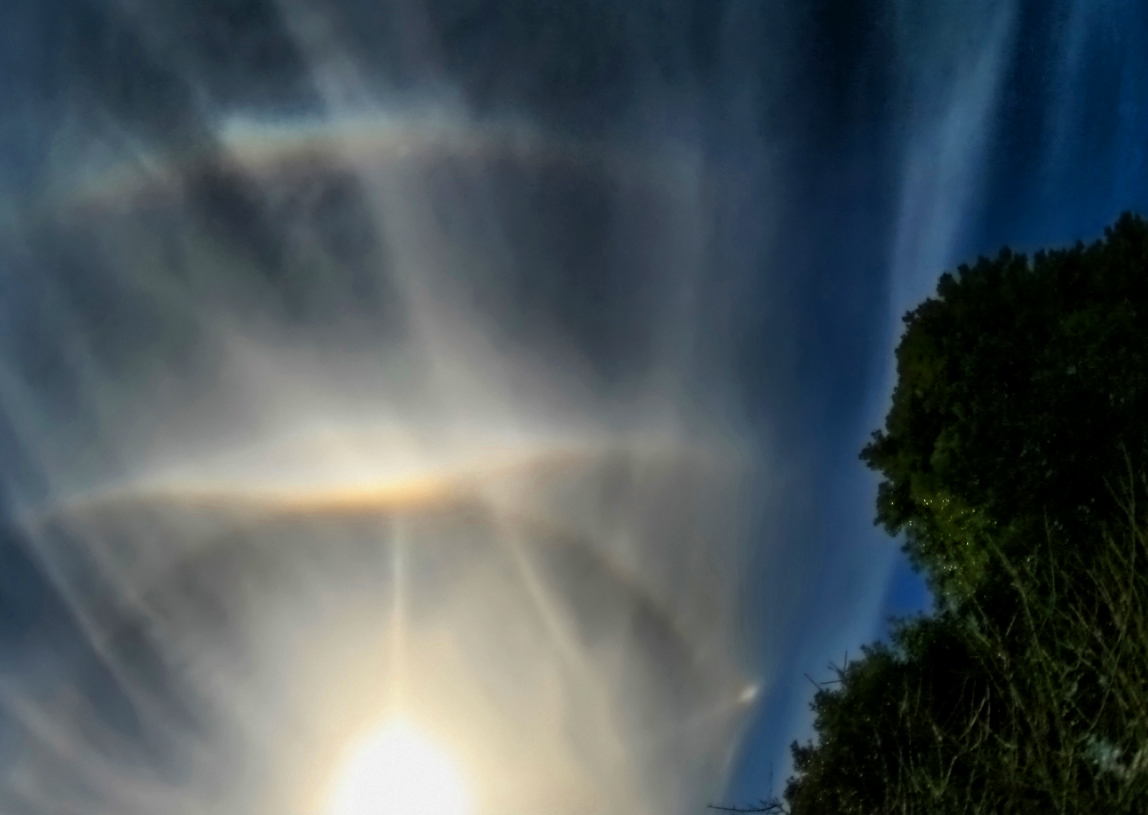
Quầng sáng phức tạp. Từ trên xuống: Vòng cung bên trên, vòng cung Parry, vòng cung tiếp tuyến trên, hào quang 22°. Mặt Trời giả ở bên phải Mặt Trời.
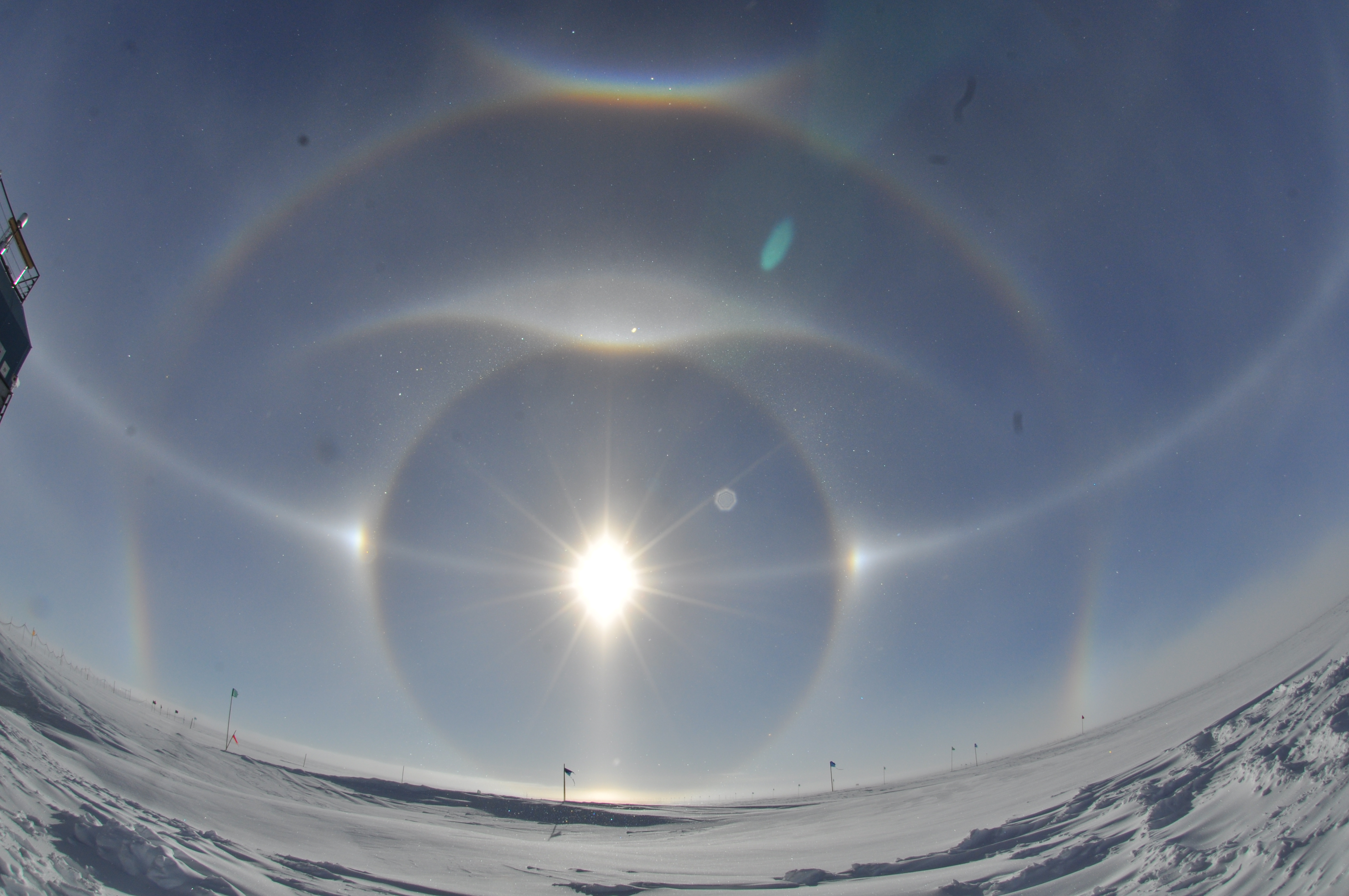
Từ trên xuống dưới: Vòng cung tròn thiên đỉnh, vòng cung bên trên, vòng cung Parry, vòng cung tiếp tuyến, hào quang 22°, vòng tròn mặt trời ảo và các Mặt trời giả ở giao điểm bên phải và bên trái của hào quang 22° với vòng tròn mặt trời ảo.